# Argentinas senat
Argentinas senat, officiellt Argentinska nationens ärade senaten (spanska: Honorable Senado de la Nación Argentina), är den ena av de två kamrarna i Argentinas nationalkongress. Den andra är Argentinas deputeradekammare. 

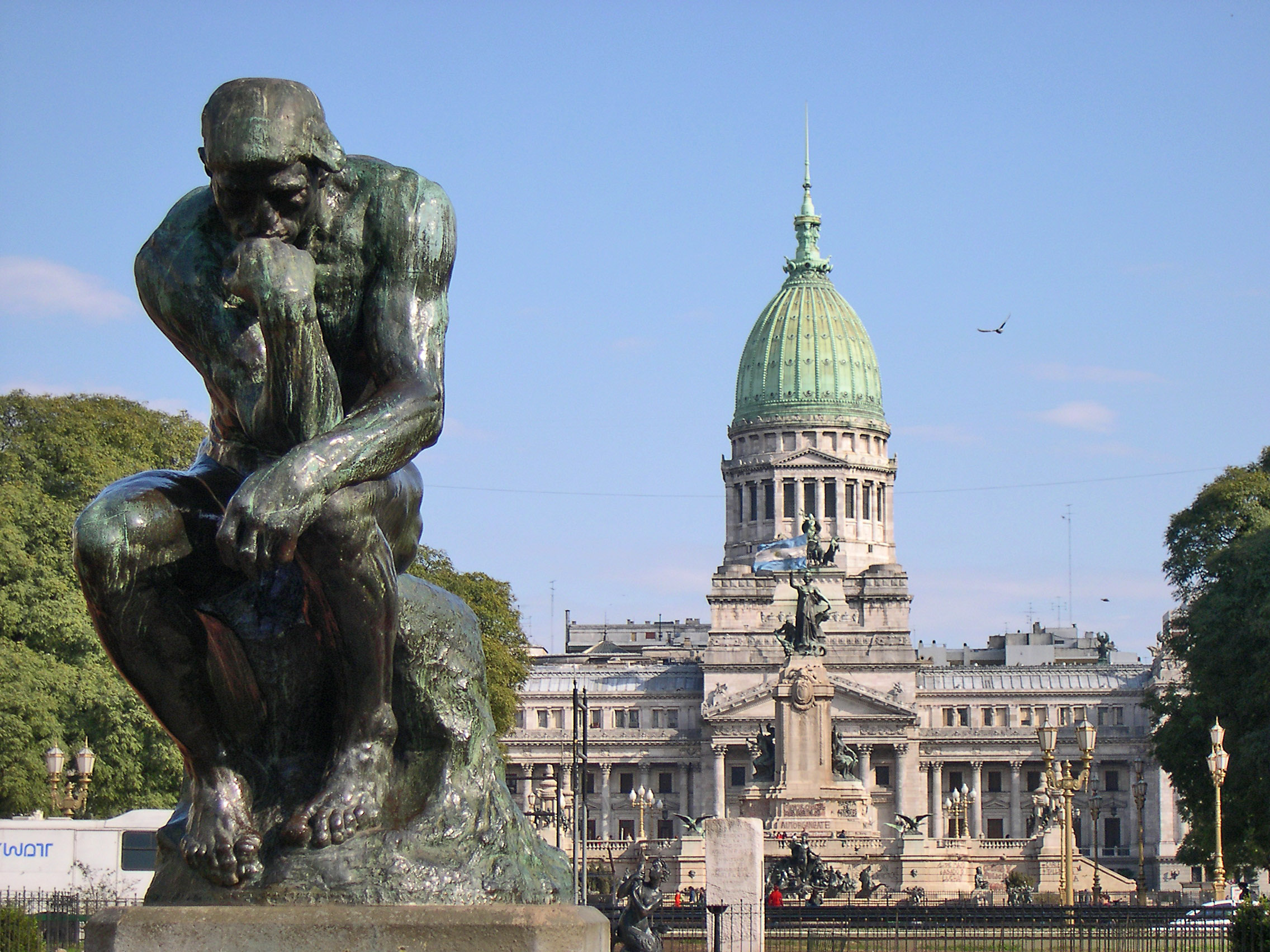
Rodins "Tänkaren" utanför senatsbyggnaden i Buenos Aires

De 23 provinserna samt Buenos Aires har vardera tre platser i senaten, och senatorerna väljs i allmänna val för en mandatperiod om sex år. Sammanlagt finns det 72 senatorer. Vartannat år sker val för en tredjedel av platserna. Det parti som fått flest röster får två mandat, och det parti som fått näst flest röster får ett mandat. 
En senatorkandidat måste vara åtminstone en 30-årig argentinsk medborgare som varit bosatt i den provins där han eller hon vill kandidera för åtminstone 2 år.
Senaten leds av Argentinas vicepresident som fungerar som senatens talman ex officio. Talman har rösträtt i senaten endast vid utslagsröstning. Den nuvarande talman är vicepresidenten Victoria Villarruel.
Parlamentariskt arbete sker i 27 kommittéer.